# Karjalansaari (ö i Birkaland)
Karjalansaari är en ö i Finland. Den ligger i sjön Längelmävesi och i kommunen Orivesi i den ekonomiska regionen Tammerfors och landskapet Birkaland, i den södra delen av landet, 160 km norr om huvudstaden Helsingfors. Öns area är 12,2 hektar och dess största längd är 490 meter i sydväst-nordöstlig riktning.